# Staré Sedlo (zámek)
Zámek Staré Sedlo je v klasicistním stylu postavený objekt ve stejnojmenné obci v okrese Sokolov. Od roku 1963 je zámek chráněn jako kulturní památka České republiky.

## Historie
Již ve 14. století stávala na ostrohu nad pravým břehem Ohře v místě čp. 52 a 53 a jejich zahrad tvrz, jejíž pozůstatky lze na těchto místech nalézt dodnes. Zámek nechal postavit nejspíš ke konci 18. století loketský podnikatel František Miessel. V roce 1816 jej koupil Johann David Starck z Kraslic, který se v roce 1815 stal výlučným vlastníkem starosedelského minerálního závodu. Přenesl sem sídlo své firmy, zámek sloužil jako ředitelství Starkových závodů a poté jako rodové sídlo Starcků.
Po roce 1945 areál zámku chátral, na počátku 70. let 20. století byly strženy hospodářské budovy a v roce 1972 byla dokončena oprava obytné budovy. Do současné podoby byl zámek uveden až v roce 2004. Sídlí v něm obecní úřad a mateřská škola.
V roce 2017 byla jako součást areálu prohlášena za kulturní památku socha svatého Floriána, umístěná před hlavní vstup.

## Stavební podoba
Areál zámku s hospodářským dvorem byl postaven na hraně vysoko položené terasy nad údolím Ohře. Terén vyrovnává vysoká terasní zeď z kvádrového zdiva.
Zámek je obdélná jednopatrová budova, krytá mansardovou střechou. V osách průčelí jsou o patro vyšší trojboké rizality, členěné průběžnou lištou. K zámku přiléhá malý park.